# Landtagswahlkreis 3 (Rheinland-Pfalz)
Der Landtagswahlkreis 3 existierte in der Form und Bezeichnung in Rheinland-Pfalz seit dem ersten Landeswahlgesetz vom 7. Dezember 1950 bis zur Landtagswahl 1987. In dieser Zeit erfuhr der Wahlkreis unterschiedliche Zuschnitte. Durch das  Landeswahlgesetz in der Fassung vom 20. Dezember 1989 ging Rheinland-Pfalz zur personalisierten Verhältniswahl über, die das erste Mal zur Landtagswahl 1991 angewendet wurde. Aus den bis dahin 4 Wahlkreisen wurden 4 Wahlbezirke mit den gleichen Wahlgebieten. Der Wahlbezirk 3 umfasste nunmehr 12 Wahlkreise.

## Chronologie des Wahlkreises bis 1989

### 1950–1970
Im Zuge der Vorbereitungen der zweiten Landtagswahlen am 29. April 1951 beschloss der Landtag von Rheinland-Pfalz das erste Landeswahlgesetz. Durch den § 14 des Gesetzes wurde Rheinland-Pfalz nun in sieben Wahlkreise eingeteilt. Die Wahlkreise orientierten sich an den vorhandenen Regierungsbezirken, die bei der ersten Landtagswahl 1947 den Wahlkreisen entsprachen. Nunmehr wurde Wahlkreis 3 der komplette damalige Regierungsbezirk Trier zugeteilt. Er umfasste den damaligen Stadtkreis Trier sowie die Landkreise Bernkastel (heute Landkreis Bernkastel-Wittlich), Bitburg (heute Eifelkreis Bitburg-Prüm), Daun (heute Vulkaneifel), Prüm (heute Eifelkreis Bitburg-Prüm), Saarburg (heute Trier-Saarburg), Trier (heute Trier-Saarburg) und Wittlich (heute Landkreis Bernkastel-Wittlich) als Wahlgebiet. Im Wahlkreis konnten 14 Abgeordnete gewählt werden. Diese Regelung bestand bis 1970.
Gewählte Abgeordnete
| Landtagswahl   | Abgeordnete | Partei | Zahl der Mandate |
| -------------- | --- | ------ | ---------------- |
| 29. April 1951 | Theodor Asholt, Hans König, Maria Wolf | SPD    | 3                |
| 29. April 1951 | Max Günther Piedmont, Karl Sommerey | FDP    | 2                |
| 29. April 1951 | Ernst Adams, Adolf Billen, Karl Christoffel, Mathilde Gantenberg, Friedrich Hartmann, Hubert Thome, Otto van Volxem, Nikolaus Weis, August Wolters       | CDU    | 9                |
| 15. Mai 1955   | Karl Haehser, Hans König, Maria Wolf | SPD    | 3                |
| 15. Mai 1955   | Max Günther Piedmont, Erich Wilhelm Sartor | FDP    | 2                |
| 15. Mai 1955   | Ernst Adams, Adolf Billen, Karl Christoffel, Mathilde Gantenberg, Julius Saxler, Hubert Thome, Otto van Volxem, Nikolaus Weis, August Wolters            | CDU    | 9                |
| 19. April 1959 | Karl Haehser, Hans König, Josef Ludes | SPD    | 3                |
| 19. April 1959 | Max Günther Piedmont | FDP    | 1                |
| 19. April 1959 | Ernst Adams, Adolf Billen, Martha Brach, Heinrich Holkenbrink, Julius Saxler, Otto Theisen, Otto van Volxem, Nikolaus Weis, Johann Wirtz, August Wolters | CDU    | 10               |
| 31. März 1963  | Karl Haehser, Johann Jacobs, Hans König, Josef Ludes | SPD    | 4                |
| 31. März 1963  | Max Günther Piedmont | FDP    | 1                |
| 31. März 1963  | Adolf Billen, Hermann Müller, Julius Saxler, Otto Theisen, Otto van Volxem, Franz-Josef Veltin, Nikolaus Weis, Johann Wirtz, August Wolters              | CDU    | 9                |
| 23. April 1967 | Wilhelm Backes, Hermann Belzner, Johann Jacobs, Hans König, Josef Ludes                                                                                  | SPD    | 4                |
| 23. April 1967 | Adolf Billen, Loni Böhm, Horst Homann, Horst Langes, Julius Saxler, Otto Theisen, Otto van Volxem, Nikolaus Weis, Johann Wirtz, August Wolters           | CDU    | 10               |

### 1970–1972
Im Zuge der Vorbereitungen der siebenten Landtagswahlen am 21. März 1971 beschloss der Landtag von Rheinland-Pfalz am 7. Juli 1970 eine Änderung des Landeswahlgesetzes. Sie wurde auch durch die Auflösung des Regierungsbezirkes Montabaur, die 1968 stattfand, sowie die Kreisreform in Rheinland-Pfalz notwendig. Durch den § 12 des Gesetzes wurde Rheinland-Pfalz nun in sechs Wahlkreise eingeteilt. Der Wahlkreis 3 bestand weiterhin aus dem Gebiet des Regierungsbezirkes Trier mit den Landkreisen Daun, Prüm, Bitburg, Bernkastel-Wittlich, Trier-Saarburg sowie der Stadt Trier und bekam nun 13 Abgeordnete zugesprochen. 
Gewählte Abgeordnete
| Landtagswahl  | Abgeordnete | Partei | Zahl der Mandate |
| ------------- | --- | ------ | ---------------- |
| 21. März 1971 | Wilhelm Backes, Wolfgang Jenssen, Peter Paul Jost, Waldemar Lübke                                                                                        | SPD    | 4                |
| 21. März 1971 | Loni Böhm, Heinrich Holkenbrink, Michael Kutscheid, Horst Langes, Fritz Mohr, Julius Saxler, Günther Schartz, Willi Schrot, Otto Theisen, August Wolters | CDU    | 9                |

### 1972–1989
Bereits 1972 erfolgte die nächste Neueinteilung der Wahlkreise. Am 4. Juli 1972 wurde das Landesgesetz zur Änderung des Landeswahlgesetzes verabschiedet, in dessen Folge Rheinland-Pfalz nun in vier Wahlkreise aufgeteilt wurde. Die Wahlkreisaufteilung wurde dabei völlig neu gestaltet und der Wahlkreis 3 beinhaltete nun kein Gebiet des Regierungsbezirkes Trier mehr. Das Wahlkreisgebiet erstreckte sich nun auf die kreisfreien Städte Mainz, Worms, Frankenthal, Ludwigshafen und Speyer sowie die Landkreise Mainz-Bingen, Alzey-Worms und Ludwigshafen. Damit war nun der hauptsächlich nördliche und vorderpfälzische Teil des 1968 geschaffenen Regierungsbezirkes Rheinhessen-Pfalz das Wahlkreisgebiet des Wahlkreises 3. Durch die Verringerung der Anzahl der Wahlkreise bekam der Wahlkreis nun zunächst 24 Abgeordnete zugesprochen, aber der Landtagswahl 1979 waren 23 Abgeordnete. Diese Wahlgebietseinteilung hatte bis zur Landtagswahl 1987 Bestand.
Gewählte Abgeordnete
| Landtagswahl  | Abgeordnete | Partei | Zahl der Mandate |
| ------------- | --- | ------ | ---------------- |
| 9. März 1975  | Helmut Hüther, Lucie Kölsch, Julius Lehlbach, Michael Reitzel, Rainer Rund, Jakob Schadt, Fritz Schalk, Karl Thorwirth, Karl-Heinz Weyrich, Walter Zuber                                             | SPD    | 11               |
| 9. März 1975  | Hans-Otto Scholl | FDP    | 1                |
| 9. März 1975  | Otto Bardong, Kurt Böckmann, Heiner Geißler, Gernot Heck, Maria Herr-Beck, Gerhard Kneib, Helmut Kohl, Hanna-Renate Laurien, Theo Magin, Peter Schuler, Ursula Starlinger, Bernhard Vogel            | CDU    | 12               |
| 18. März 1979 | Anton Diehl, Helga Düchting, Florian Gerster, Roland Härtel, Helmut Hüther, Michael Reitzel, Rainer Rund, Fritz Schalk, Karl Thorwirth, Karl-Heinz Weyrich, Walter Zuber                             | SPD    | 11               |
| 18. März 1979 | Lothar Krall, Hans-Otto Scholl | FDP    | 1                |
| 18. März 1979 | Otto Bardong, Kurt Böckmann, Georg Gölter, Gernot Heck, Maria Herr-Beck, Gerhard Kneib, Hanna-Renate Laurien, Theo Magin, Peter Schuler, Bernhard Vogel, Hans-Otto Wilhelm                           | CDU    | 11               |
| 6. März 1983  | Hugo Brandt, Anton Diehl, Helga Düchting, Florian Gerster, Roland Härtel, Helmut Hüther, Gerd Itzek, Kurt Neumann, Michael Reitzel, Fritz Schalk, Karl-Heinz Weyrich                                 | SPD    | 11               |
| 6. März 1983  | Otto Bardong, Franz Josef Bischel, Kurt Böckmann, Hans-Dieter Busch, Heinz-Georg Diehl, Georg Gölter, Gernot Heck, Gerhard Kneib, Elisabeth Rickal, Peter Schuler, Bernhard Vogel, Hans-Otto Wilhelm | CDU    | 12               |
| 17. Mai 1987  | Ernst-Günter Brinkmann, Helga Düchting, Roland Härtel, Klaus Hammer, Gerd Itzek, Karl Heinz Jürging, Michael Reitzel, Jeanette Rott, Dieter Schiffmann, Karl-Heinz Weyrich                           | SPD    | 10               |
| 17. Mai 1987  | Rainer Brüderle | FDP    | 1                |
| 17. Mai 1987  | Gisela Bill, Harald Dörr | Grüne  | 2                |
| 17. Mai 1987  | Elvira Bickel, Franz Josef Bischel, Kurt Böckmann, Heinz-Georg Diehl, Georg Gölter, Gernot Heck, Gerhard Kneib, Peter Schuler, Bernhard Vogel, Hans-Otto Wilhelm                                     | CDU    | 10               |

### Seit 1989
1989 änderte sich die Wahlkreiseinteilung des Landes Rheinland-Pfalz drastisch. Mit dem Landeswahlgesetz in der Fassung vom 20. Dezember 1989 wurde Rheinland-Pfalz nunmehr in vier Wahlbezirke und 51 Wahlkreise eingeteilt. Diese Einteilung war so bis zur Landtagswahl 2016 mit geringfügigen Änderungen gültig. Teilweise änderten sich die Bezeichnungen von Gebietskörperschaften, im geringen Umfang wechselten auch Stimmbezirke den Wahlkreis. Durch die neue Wahlkreiseinteilung wurde nun auch genau ein Direktmandat je Wahlkreis vergeben. Nunmehr wurden die Wahlkreise auch durch geographische Bezeichnungen unterschieden. Aus dem Wahlkreis 3 wurde nun der Wahlbezirk 3, der die Landtagswahlkreise 27 bis 38 und weiterhin das gleiche Gebiet umfasste. Folgende Wahlkreise gehörten nun zum Wahlbezirk 3:
| Nr. | Wahlkreis                | Wahlkreissieger        | Partei |
| --- | ------------------------ | ---------------------- | ------ |
| 27  | Mainz I                  | Ursula Distelhut       | SPD    |
| 28  | Mainz II                 | Klaus Hammer           | SPD    |
| 29  | Bingen am Rhein          | Anne Kipp              | SPD    |
| 30  | Ingelheim am Rhein       | Thomas Stritter        | SPD    |
| 31  | Nierstein/Oppenheim      | Gottlieb Spies         | SPD    |
| 32  | Worms                    | Ernst-Günter Brinkmann | SPD    |
| 33  | Alzey                    | Karl Heinz Jürging     | SPD    |
| 34  | Frankenthal (Pfalz)      | Dieter Schiffmann      | SPD    |
| 35  | Ludwigshafen am Rhein I  | Gerd Itzek             | SPD    |
| 36  | Ludwigshafen am Rhein II | Jeanette Rott          | SPD    |
| 37  | Mutterstadt              | Lothar Horlacher       | SPD    |
| 38  | Speyer                   | Georg Gölter           | CDU    |